# 블라디미르 솔로비요프 (철학자)
블라디미르 세르게예비치 솔로비요프(러시아어: Владимир Сергеевич Соловьёв, 1853년 1월 28일 – 1900년 8월 13일)는 러시아의 철학자, 신학자, 시인, 팸플릿 작가, 문학 평론가로, 19세기 말 러시아 철학과 시의 발전, 20세기 초 영적 르네상스에 중요한 역할을 했다.

## 삶과 작품

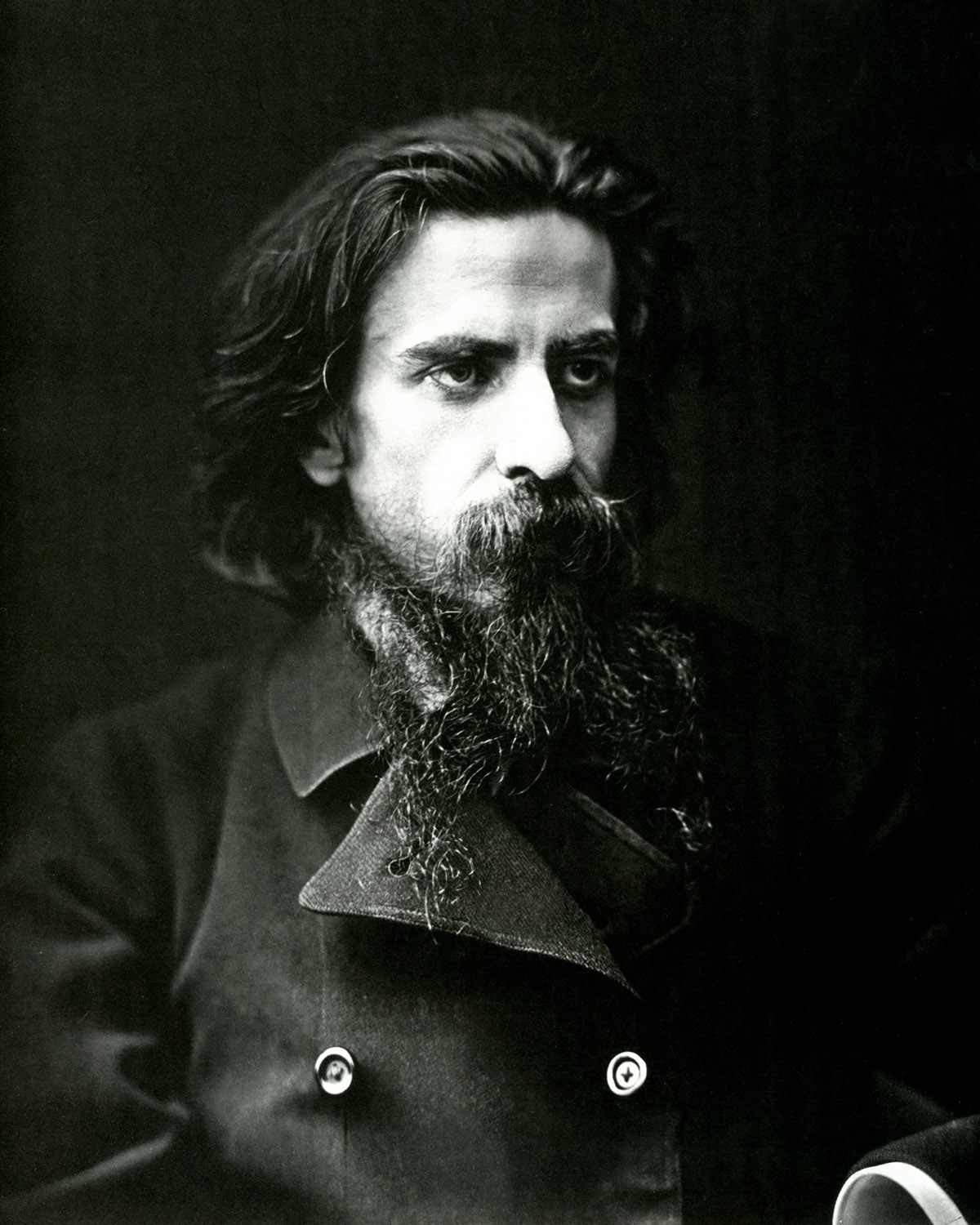
1880년대의 V. 솔로비요프

블라디미르 솔로비요프는 모스크바에서 태어났다. 그는 역사가 세르게이 미하일로비치 솔로비요프(1820~1879)의 둘째 아들이었다. 그의 형 프세볼로트(1849~1903)는 역사 소설가가 되었고, 여동생 폴릭세나(1867~1924)는 시인이 되었다. 블라디미르 솔로비요프의 어머니 폴릭세나 블라디미로브나(본명 로마노바, 1909년 사망)는 폴란드계 가문 출신으로, 그녀의 조상 중에는 철학자 흐리호리 스코보로다(1722~1794)도 있었다.
10대 때 그는 동방정교를 버리고 허무주의로 전향했지만, 나중에 실증주의에 대한 그의 반감이 그가 정교회와 일치하는 견해를 표현하기 시작하게 했다. 1869년부터 1873년까지 솔로비요프는 제국 모스크바 대학교에서 공부했으며, 그의 철학 교수는 팜필 유르케비치(1826~1874)였다.
1874년 그의 저서 『서양 철학의 위기: 실증주의자들에 대항하여』(러시아어:  Кризис западной философии (против позитивистов))에서 솔로비요프는 아리스토텔레스의 본질주의 또는 철학적 실재론에 대한 실증주의자들의 거부를 반박했다. 『실증주의자들에 대항하여』에서 그는 누스적 이해, 즉 통찰의 입장을 취했다. 그는 의식을 통합적이라고 보았고(러시아어 용어 소보르노스티 참조) 현상 (철학)(디아노이아에 의해 검증됨)과 누메논(직관적으로 검증됨) 모두를 필요로 한다고 보았다. 솔로비요프에 따르면, 실증주의는 대상의 현상만을 검증하고, 사람들이 의식의 일부로 경험하는 직관적 실재를 부정한다. 솔로비요프의 기본 철학은 대상의 본질(본질주의 참조)이 직관에 의해서만 검증될 수 있고, 단일 유기적 전체로서의 의식이 부분적으로 이성이나 논리에 의해 이루어지지만 완전하게는 (비이원론적) 직관에 의해 이루어진다는 생각에 기반한다. 솔로비요프는 부분적으로 독일 관념론에서 발견되는 이원론(주체-객체)을 화해시키려 시도했다.

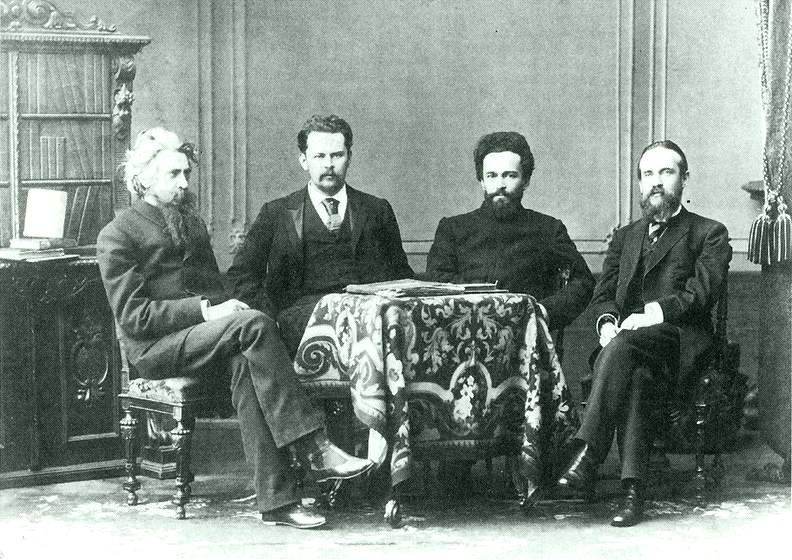
1893년 V. 솔로비요프, S. 트루베츠코이, N. 그로트, L. 로파틴

1877년, 솔로비요프는 상트페테르부르크로 이주하여 작가 표도르 도스토옙스키(1821~1881)의 친구이자 조언자가 되었다. 그의 친구와는 대조적으로 솔로비요프는 로마 가톨릭교회에 호의적이었다. 그는 동서교회 분열(교회 일치 운동, 소보르노스티)을 치유하고 정교회와 가톨릭 교회가 일치하는 것을 선호했다. 솔로비요프의 저작에서 그가 보편 교회에 대한 교황 수위권을 받아들였음이 분명하다. 그가 1896년 2월 18일 의식에서 가톨릭으로 개종했다는 증거가 있다. 이 증언은 러시아 그리스 가톨릭교회의 니콜라이 톨스토이 신부와 두 명의 가톨릭 평신도인 올가 바실리예브나 돌고루코바 공주와 드미트리 세르게예비치 노프스키가 서명했다.
러시아 유대인 문화 증진 협회의 활동적인 회원으로서 그는 히브리어를 구사했으며 유대교와 기독교를 화해시키기 위해 노력했다. 정치적으로 그는 1880년대 차르 시대 러시아에서 유대인 시민권의 주요 옹호자로 명성을 얻었다. 솔로비요프는 또한 국제적으로 자신의 주장을 옹호했으며, 런던 타임스에 자신의 투쟁에 대한 국제적 지지를 호소하는 편지를 게재했다. 유대 대백과사전은 그를 "유대인의 친구"로 묘사하며 "심지어 죽음의 침상에서도 그는 유대 민족을 위해 기도했다고 한다"고 진술한다.

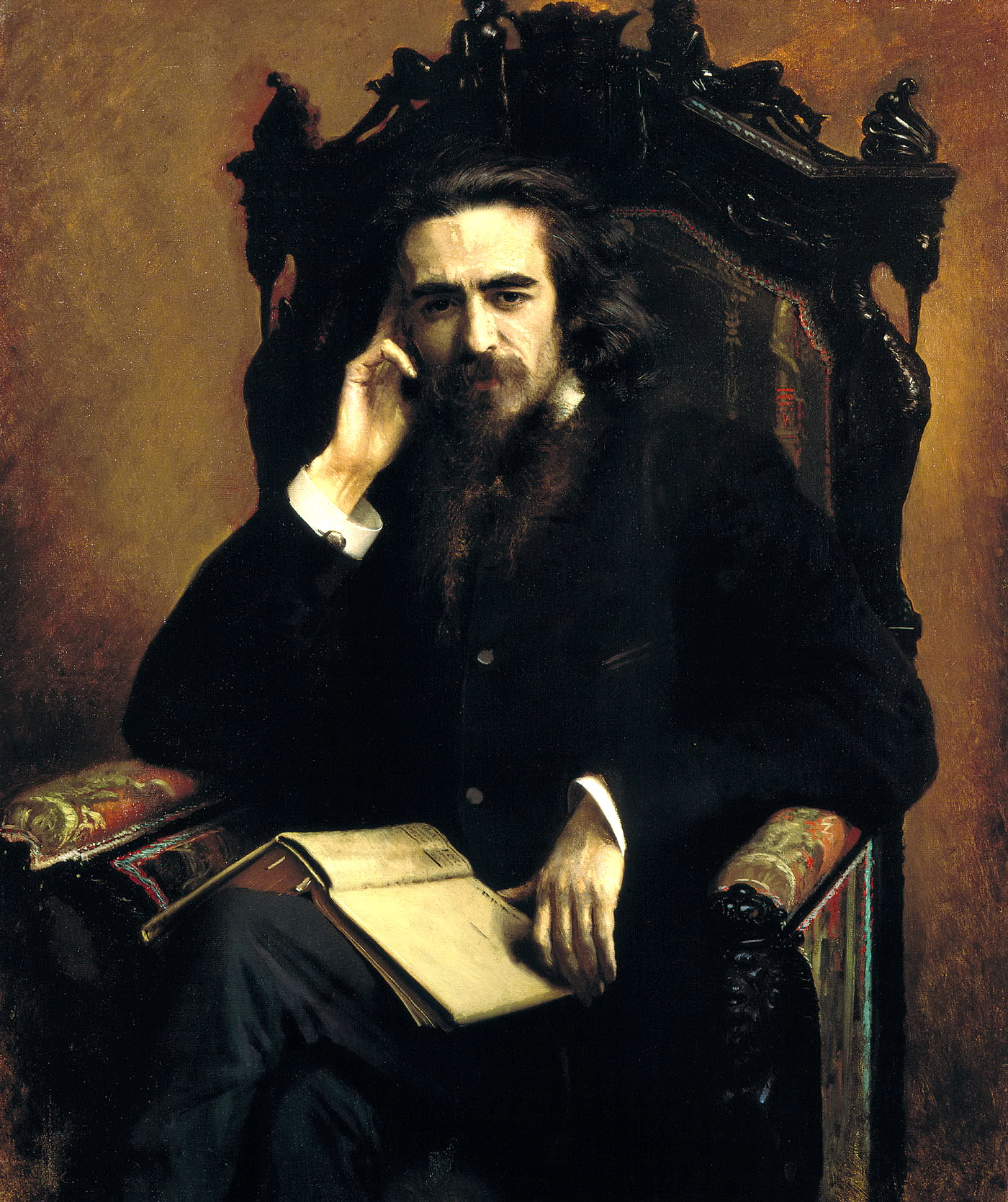
이반 크람스코이가 1885년에 그린 블라디미르 솔로비요프의 초상화

문명의 발전이 동서 기독교 교회 일치 운동으로 향하는 경로를 설정하려는 솔로비요프의 시도는 그가 처음에는 큰 관심을 가지고 연구했던 아시아 문화에 대한 편견을 점차 키웠다. 그는 불교의 열반 개념을 비관적 허무주의적 "무(無)"로 치부하며, 구원에 반대되고 영지주의 이원론보다 나을 것이 없다고 보았다. 솔로비요프는 말년을 "황화론"에 대한 두려움에 사로잡혀 보냈는데, 곧 아시아 민족들, 특히 중국인들이 러시아를 침략하여 파괴할 것이라고 경고했다.
솔로비요프는 자신의 종말론적 단편 소설 "적그리스도 이야기"(1900년 2월 27일 네델랴 신문에 게재)에서 이 주제를 더 자세히 설명했는데, 이 소설에서는 중국과 일본이 힘을 합쳐 러시아를 정복한다. 그의 1894년 시 "범몽골주의"는 서문의 첫 구절이 이야기의 서문으로 사용되었으며, 1904-1905년의 다가오는 러일 전쟁을 예언하는 것으로 널리 여겨졌다.
솔로비요프는 결혼하지도 자녀를 두지도 않았지만, 그의 영적 연애시에서 불멸화된 이상적인 관계를 추구했는데, 여기에는 소피아라는 이름의 두 여성과의 관계도 포함된다. 그는 자신의 신성한 파트너라고 주장하는 기독교 신비가 안나 니콜라예브나 슈미트의 구애를 거절했다. 말년에 솔로비요프는 채식주의자가 되었지만, 가끔 생선을 먹었다. 그는 종종 몇 달 동안 하인 없이 혼자 살았고 밤늦게까지 일했다.

## 영향
솔로비요프는 도스토옙스키의 『카라마조프가의 형제들』에 나오는 등장인물 알료샤 카라마조프와 이반 카라마조프의 원천 중 한 명이었다는 것이 널리 받아들여지고 있다. 얀코 라브린의 의견으로는, 솔로비요프는 철학 자체에 획기적인 기여라고 할 수 있는 단 하나의 작품도 남기지 않았지만, 그의 저작들은 그의 나라의 종교-철학적 사상에 가장 자극적인 영향을 미쳤다는 것이 입증되었다.:7 솔로비요프의 영향은 후기 러시아 소비에트 시대의 상징주의 및 신관념주의 작가들의 저작에서도 볼 수 있다. 그의 책 『사랑의 의미 (책)』는 레프 톨스토이의 『크로이체르 소나타』(1889)의 철학적 원천 중 하나로 볼 수 있다. 또한 이 책에서 그는 '긴밀한 결합'을 나타내는 'syzygy' 개념을 도입했다.

## 소피아학
솔로비요프는 헬레니즘 철학(플라톤, 아리스토텔레스, 플로티노스 참조)과 초기 기독교 전통을 불교적 및 히브리 카발라적 요소(알렉산드리아의 필론)와 결합한 철학을 종합했다. 그는 또한 영지주의와 영지주의자 발렌티누스의 저작을 연구했다. 그의 종교 철학은 혼합주의적이었으며, 다양한 종교 전통의 철학적 요소들을 정교회 기독교와 자신의 소피아 경험과 융합시켰다.
솔로비요프는 자신의 저서 『세 가지 만남』과 『신인강론』 등에서 소피아라는 존재와의 만남을 묘사했다. 그의 융합은 러시아의 슬라브주의자들의 소보르노스티 개념을 통해 다양한 전통들을 정교회 기독교와 화해시키거나 통일시키려는 열망에 의해 추진되었다. 그의 러시아 종교 철학은 러시아 상징주의 예술 및 은세기의 시 운동에 매우 강력한 영향을 미쳤으며, 성좌와 러시아 정교회의 재결합을 지지하는 그의 서면 주장은 러시아 그리스 가톨릭교회의 형성에 중요한 역할을 했다. 히브리 셰키나 또는 다양한 여신 전통과 비교할 수 있는 하나님의 자비로운 통일적 여성적 지혜로 여겨지는 소피아에 대한 그의 가르침은 러시아 재외 정교회에 의해 이단으로, 모스크바 총대주교청에 의해 불건전하고 정통이 아닌 것으로 간주되었다. 그러나 이러한 비난은 다른 정교회 관할권에서는 동의되지 않았으며, 특히 세르기우스 불가코프를 대상으로 했고, 그는 죽을 때까지 자신의 상위 성직자인 메트로폴리탄 에블로기에 의해 옹호되었다.
2005년 솔로비요프의 『선행의 정당화』 서문에서 정교회 신학자 데이비드 벤틀리 하트는 소피아학에 대한 옹호를 썼는데, 특히 솔로비요프의 후기 사상에 대한 구체적인 옹호를 포함했다.
그러나 교회가 기독교 인류에게 전한 믿음이 살아있는 믿음이고, 성사의 은총이 효과적인 은총이라면, 신성한 것과 인간적인 것의 결과적인 연합은 종교의 특별한 영역에 국한될 수 없으며, 인간의 모든 공통된 관계에 확장되어야 하고 그의 사회적, 정치적 삶을 재생하고 변화시켜야 한다.

## 소보르노스티

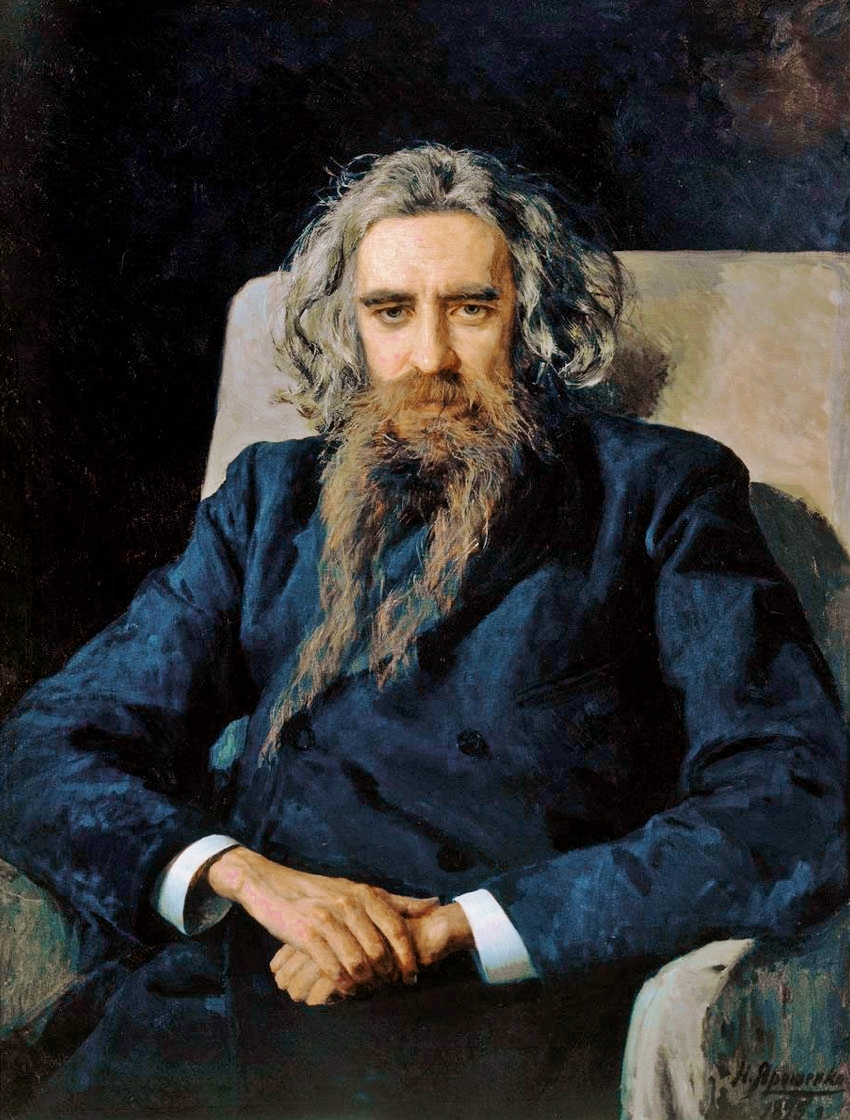
니콜라이 야로셴코가 1892년에 그린 블라디미르 솔로비요프

솔로비요프는 그의 논리 또는 이성의 체계를 통해 모든 지식 체계나 사상 분야를 화해시키고, 모든 상충하는 개념들을 단일한 체계로 융합할 수 있는 철학을 창조하고자 했다. 이 완전한 철학적 화해의 중심 구성 요소는 러시아 슬라브주의자들의 소보르노스티(통합을 통한 유기적 또는 자생적 질서, 이는 '가톨릭'을 뜻하는 러시아어 단어와 관련이 있다) 개념이었다. 솔로비요프는 공통점을 찾고 검증하며, 또는 갈등이 공통점을 찾는 곳에 초점을 맞춰, 절대적인 통일성과 opposing ideas and/or peoples.을 확립하고자 했다.

## 사망
강렬한 정신 노동은 솔로비요프의 건강을 망쳤다. 그는 니콜라이 페트로비치 트루베츠코이 왕자의 모스크바 영지에서 사망했는데, 그곳에는 그의 친척인 세르게이 니콜라예비치 트루베츠코이가 살고 있었다.
1900년까지 솔로비요프는 분명 노숙자 빈민이었다. 그는 자신의 형 미하일 세르게예비치와 여러 동료들에게 자신의 지적 유산을 옹호하고 홍보하도록 맡겼다. 그는 노보데비치 수녀원에 묻혔다.

## 인용문
그러나 교회가 기독교 인류에게 전한 믿음이 살아있는 믿음이고, 성사의 은총이 효과적인 은총이라면, 신성한 것과 인간적인 것의 결과적인 연합은 종교의 특별한 영역에 국한될 수 없으며, 인간의 모든 공통된 관계에 확장되어야 하고 그의 사회적, 정치적 삶을 재생하고 변화시켜야 한다.

## 작품
러시아어 원본
- Мифологический процесс в древнем язычестве (1873)
- Кризис западной философии (против позитивистов) (1874)
- Кризис западной философии. По поводу «Философии бессознательного» Гартмана. (Статья первая) — Moscow: Ed. Orthodox Review, 1874.
- Теория Огюста Конта о трёх фазисах в умственном развитии человечества
- О философских трудах П. Д. Юркевича (1874)
- Метафизика и положительная наука (1875)
- Странное недоразумение (ответ г. Лесевичу) (1874)
- О действительности внешнего мира и основании метафизического познания (ответ Кавелину)
- Три силы (1877)
- Опыт синтетической философии
- Философские начала цельного знания (1877)
- Чтения о богочеловечестве (1878)
- Критика отвлечённых начал (1880)
- Историческия дела философии (1880)
- Три речи в память Достоевского (1881—1883)
- Заметка в защиту Достоевского от обвинения в «новом» христианстве
- О духовной власти в России (1881)
- О расколе в русском народе и обществе (1882-188З)
- На пути к истинной философии (1883)
- Некролог. Кн. К. М. Шаховская (1883)
- Духовные основы жизни (1882—1884)
- Содержание речи, произнесённой на высших женских курсах в Петербурге 13 марта 1881 года
- Великий спор и христианская политика. (1883)
- Соглашение с Римом и московские газеты. (1883)
- О церковном вопросе по поводу старокатоликов. (1883)
- Еврейство и христианский вопрос. (1884)
- Взгляд первого славянофила на церковный раздор. (1884)
- Любовь к народу и русский народный идеал (открытое письмо к И. С. Аксакову) 1884
- Ответ Н. Я. Данилевскому. (1885)
- Как пробудить наши церковные силы?·(открытое письмо к С. А. Рачинскому). (1885)
- Новозаветный Израиль (1885)
- Государственная философия по программе Министерства Народного Просвещения. 1885
- Учение XII апостолов. (Введение к русскому изданию Διδαχή τῶν δώδεκα ἀποστόλων.) (1886)
- История и будущностъ теократии (исследование всемирно-исторического пути к истинной жизни). (1885—1887)
- Ответ анонимному критику по вопросу о догматическом развитии в церкви. (1886)
- Русская идея [translated from Fr. G. A. Rachinsky]. — Moscow, 1911.
- Россия и Вселенская церковь (1889)
- Красота в природе (1889)
- Общий смысл искусства (1890)
- Г. Ярош и истина (1890)
- Китай и Европа (1890)
- Иллюзия поэтического творчества (1890)
- Мнимая борьба с западом 1890
- Об упадке средневекового миросозерцания (1891)
- Идолы и идеалы (1891)
- Из философии истории (1891)
- Запоздалая вылазка из одного литературного лагеря. (Письмо в редакцию.) (1891)
- Народная беда и общественная помощь. (1891)
- Наши грехи и наша обязанность. (1891)
- Враг с Востока (1892)
- Заметка о Е. П. Блавацкой (1892)
- Кто прозрел? (Письмо в редакцию «Русской мысли»). (1892)
- Мнимые и действительные меры к подъёму народного благосостояния. (1892)
- Вопрос о самочинном умствовании Л. Тихомирова, Духовенство и общество в современном религиозном движении (1893)
- Из вопросов культуры (1893): I. Ю. Ф. Самарин в письме к баронессе Э. Ф. Раден
- Из вопросов культуры (1893): II. Исторический сфинкс.
- Смысл любви (1894)
- Некролог. А. М. Иванцов-Платонов (1894)
- Некролог. Ф. М. Дмитриев (1894)
- Некролог. Франциск Рачкий (1894)
- Византизм и Россия (1896)
- Магомет, его жизнь и религиозное учение. — tip. of the "Public Benefit" company, 1896. - 80 с. - (Life of Remarkable People. Biographical Library of Florentiy Pavlenkov)
- Когда жили еврейские пророки? (1896)
- Мир Востока и Запада (1896)
- Духовные основы жизни. — СПб., 1897.
- Замечание на статью проф. Г. Ф. Шершеневича (1897)
- Из Московской губернии. Письмо в редакцию «Вестника Европы» (1897)
- Импрессионизм мысли (1897)
- Мнимая критика (ответ В. Н. Чичерину) (1897)
- Жизненная драма Платона (1898)
- Мицкевич (1898)
- Оправдание добра (1897, 1899)
- Тайна прогресса (1898)
- Идея человечества у Августа Конта (1898)
- Некролог. Я. П. Полонский (1898)
- Значение поэзии в стихотворениях Пушкина (1899)
- Идея сверхчеловека (1899)
- Лермонтов (1899)
- Некролог. В. Г. Васильевский (1899)
- Некролог. И. Д. Рабинович (1899)
- Некролог. Л. И. Поливанов (1899)
- Некролог. М. С. Корелин (1899)
- Некролог. Н. Я. Грот (1899)
- Три разговора о войне, прогрессе и конце всемирной истории (1900)
- Некролог. В. В. Болотов (1900)
- Некролог. В. П. Преображенский (1900)
- Последняя лекция Владимира Сергеевича Соловьёва в С.-Петербургском университете в 1882 г. : (Лекция 25 февр.). — St. Petersburg: Printing house of M. Alisov and A. Grigoriev, [1882].

영어 번역본
- The Heart of Reality: Essays on Beauty, Love, and Ethics. University of Notre Dame Press, 2020. ISBN 978-0268108939
- The Burning Bush: Writings on Jews and Judaism, Compiled 2016 by Lindisfarne Books, ISBN 0-940262-73-8 ISBN 978-0-940262-73-7
- The Crisis of Western Philosophy: Against the Positivists, 1874. Reprinted 1996 by Lindisfarne Books, ISBN 0-940262-73-8 ISBN 978-0-940262-73-7
- The Philosophical Principles of Integral Knowledge (1877)
- The Critique of Abstract Principles (1877–80)
- Lectures on Divine Humanity (1877–91)
- The Russian Idea, 1888. Translation published in 2015 by CreateSpace Independent Publishing Platform, ISBN 1508510075 ISBN 978-1508510079
- A Story of Anti-Christ (novel), 1900. Reprinted 2012 by Kassock Bros. Publishing Co., ISBN 1475136838 ISBN 978-1475136838
- The Justification of the Good, 1918. Reprinted 2010 by Cosimo Classics, ISBN 1-61640-281-4 ISBN 978-1-61640-281-5
- The Meaning of Love. Reprinted 1985 by Lindisfarne Books, ISBN 0-89281-068-8 ISBN 978-0-89281-068-0
- War, Progress, and the End of History: Three Conversations, Including a Short Story of the Anti-Christ, 1915. Reprinted 1990 by Lindisfarne Books, ISBN 0-940262-35-5 ISBN 978-0-940262-35-5
- Russia and the Universal Church,.[39] Reprinted 1948 by G. Bles.  (Abridged version: The Russian Church and the Papacy, 2002, Catholic Answers, ISBN 1-888992-29-8 ISBN 978-1-888992-29-8)
- Vladimir Solovyev; translated from the Russian by Richard Gill with an introduction by 얀코 라브린 and a concluding chapter by 주디스 콘블라트 (2004). 《Transformations of Eros: An Odyssey from Platonic to Christian Eros (Жизненная драма Платона)》. Grailstone Press. ISBN 1-59650-001-8. 103 pages

## 같이 보기
- 부정의 신학
- 미하일 엡스타인
- 레오 미하일로비치 로파틴
- 블라디미르 로스키
- 프로네시스

## 참고
1. ↑  이 철학자의 성은 솔로비에프, 솔로비예프, 솔로비요프, 솔로비에프, 솔로비요프 등 다양하게 표기되었다. 그의 성의 가장 널리 받아들여지는 전사 형태는 Solovyov이다.

### 인용
1. ↑  Pillar and Ground of Truth
2. ↑  Бондарюк (Bondaryuk), Елена (Elena) (2018년 3월 16일). “Дочь своего века, или Изменчивая Allegro” [The Daughter of Her Age, or the Volatile Allegro]. 《Крымский ТелеграфЪ》 (러시아어) (471) (Simferopol, Crimea). 2018년 10월 4일에 원본 문서에서 보존된 문서. 2020년 6월 4일에 확인함.
3. ↑  Lossky 1951.
4. ↑  [쪽 번호 필요]
5. ↑  [쪽 번호 필요]
6. ↑  [쪽 번호 필요]
7. ↑  블라디미르 세르게예비치 솔로비요프, Russia and the Universal Church, William G. von Peters 역 (채터누가, 테네시: Catholic Resources, 2013).
8. ↑  블라디미르 세르게예비치 솔로비요프, The Russian Church and the Papacy: An Abridgment of Russia and the Universal Church, Ray Ryland 편집 (샌디에이고: Catholic Answers, 2001).
9. ↑  Ryland, Ray (2003). “Soloviev's Amen: A Russian Orthodox Argument for the Papacy”. 《Crisis》. 21권 10호. 35–38쪽. 2017년 7월 10일에 확인함.
10. ↑  Kmita, Robert Lazu; PhD (2025년 4월 30일). “The Greatest Eastern Apologist for Pontifical Authority: Vladimir Solovyov”. 《OnePeterFive》 (미국 영어). 2025년 5월 19일에 확인함.
11. ↑  Falk S. J., Heinrich (1949). 《"Wladimir Solowjows Stellung zur katholischen Kirche", Stimmen der Zeit, vol. 144》 (독일어). 421–435쪽.
12. ↑  Grigorieff, Maxim (2024년 5월 13일). “The Father of Russian Philosophy Died a Catholic”. 《OnePeterFive》 (미국 영어). 2025년 5월 19일에 확인함.
13. ↑  Solovyov, Vladimir (2016). 《The Burning Bush: Writings on Jews and Judaism》. 번역 Gregory Yuri Glazov. University of Notre Dame Press. ISBN 978-0-268-02989-0.
14. ↑  “SOLOVYEV, VLADIMIR SERGEYEVICH”. 《유대 대백과사전》. 2019년 10월 15일에 확인함.
15. ↑  Masaryk, Tomáš Garrigue. (1919): The Spirit of Russia: Studies in History, Literature and Philosophy, Volume 2. Allen & Unwin. p. 228
16. ↑  Zouboff, Peter, Solovyov on Godmanhood: Solovyov's Lectures on Godmanhood Harmon Printing House: Poughkeepsie, New York, 1944; see Milosz 1990.
17. ↑  Lavrin, Janko (2004). 〈Introduction to the Work of Vladimir Solovyov〉. 《Transformations of Eros: An Odyssey from Platonic to Christian Eros》. Grailstone Press. ISBN 1-59650-001-8.
18. ↑  Fr. Paul Mailleux, S.J. (2017), Blessed Leonid Feodorov: First Exarch of the Russian Catholic Church; Bridgebuilder between Rome and Moscow, Loreto Publications. Pages 11-13.
19. ↑  “SOPHIAN HERESY”. 《ecumenizm.tripod.com》. 2019년 10월 15일에 확인함.
20. ↑  Ladouceur, Paul (2021년 9월 23일). 〈Georges Florovsky and Sergius Bulgakov: 'In Peace Let Us Love One Another'〉.   Chryssavgis, John; Gallaher, Brandon. 《The Living Christ: The Theological Legacy of Georges Florovsky》. London, UK: T&T Clark. 91–111쪽. ISBN 9780567700469.
21. ↑  Solovyov, Vladimir (1948). 《Russia and the Universal Church》. 번역 Herbert Rees. Geoffrey Bles Ltd. 10쪽.
22. 1 2  Zouboff, Peter P. (1944). Vladimir Solovyev's Lectures on Godmanhood. International University Press. p. 14. "The passionate intensity of his mental work shattered his health. On the thirty-first of July, in "Uzkoye", the country residence of Prince P. N. Troubetskoy, near Moscow, he passed away in the arms of his close friend, Prince S. N. Troubetskoy."
23. ↑  Oberländer, Erwin; Katkov, George. (1971). Russia Enters the Twentieth Century, 1894-1917. Schocken Books. p. 248;  ISBN 978-0805234046 "Vladimir Solovyev died in the arms of his friend Sergey Nikolayevich Trubetskoy (1862–1905), on the estate of Uzkoye."
24. ↑  Solovyov, Vladimir (1948). 《Russia and the Universal Church》. 번역 Herbert Rees. Geoffrey Bles Ltd. 10쪽.
25. ↑  Solovyov, Vladimir Sergeyevich (1948). “Russia and the Universal Church”.

### 인용된 작품
- Carlson, Maria (1996). 〈Gnostic Elements in the Cosmogony of Vladimir Soloviev〉.   Kornblatt, Judith Deutsch; Gustafson, Richard F. 《Russian Religious Thought》. Madison, Wisconsin: University of Wisconsin Press. 49–67쪽. ISBN 978-0-299-15134-8.
- Cioran, Samuel (1977). 《Vladimir Solov'ev and the Knighthood of the Divine Sophia》. Waterloo, Ontario: Wilfrid Laurier University Press.
- Dahm, Helmut (1975). 《Vladimir Solovyev and Max Scheler: Attempt at a Comparative Interpretation》. Sovietica 34. 번역 Wright, Kathleen. Dordrecht, Netherlands: Springer. ISBN 978-90-277-0507-5.
- Eskridge-Kosmach, Alena (2014). 《Russian Press and the Ideas of Russia's 'Special Mission in the East' and 'Yellow Peril'》. 《Journal of Slavic Military Studies》 27. 661–675쪽. doi:10.1080/13518046.2014.963440. ISSN 1556-3006. S2CID 144102416.
- Jacobs, Alan (2001). 〈Bakhtin and the Hermeneutics of Love〉.   Felch, Susan M.; Contino, Paul J. 《Bakhtin and Religion》. Rethinking Theory. Evanston, Illinois: 노스웨스턴 대학교 출판부. 25–46쪽. ISBN 978-0-8101-1825-6.
- Kornblatt, Judith Deutsch (2009). 《Divine Sophia: The Wisdom Writings of Vladimir Solovyov》. Ithaca, New York: 코넬 대학교 출판부. ISBN 978-0-8014-7479-8.
- Kostalevsky, Marina (1997). 《Dostoevsky and Soloviev: The Art of Integral Vision》. New Haven, Connecticut: 예일 대학교 출판부. ISBN 978-0-300-06096-6.
- Lossky, N. O. (1951). 《History of Russian Philosophy》. New York: International Universities Press (1970에 출판됨). ISBN 978-0-8236-8074-0.
- Milosz, Czeslaw (1990). Introduction. 《War, Progress and the End of History: Three Conversations, Including a Short Story of the Anti-Christ》. By Solovyov, Vladimir. Hudson, New York: Lindisfarne Press. ISBN 978-1-58420-212-7.
- Powell, Robert (2007) [2001]. 《The Sophia Teachings: The Emergence of the Divine Feminine in Our Time》. Great Barrington, Massachusetts: Lindisfarne Books. ISBN 978-1-58420-048-2.
- Solovyov, Vladimir (2008).  Jakim, Boris, 편집. 《The Religious Poetry of Vladimir Solovyov》. 번역 Jakim, Boris; Magnus, Laury. San Rafael, California: Semantron Press. ISBN 978-1-59731-279-0.
- Valliere, Paul (2007). 〈블라디미르 솔로비요프 (1853–1900)〉.   Witte, John Jr.; Alexander, Frank S. 《The Teachings of Modern Orthodox Christianity on Law, Politics, and Human Nature》. New York: 컬럼비아 대학교 출판부. ISBN 978-0-231-14264-9. <https://core.ac.uk/download/pdf/62435007.pdf>

## 더 읽어보기
- 뒤 케누아, 폴. "블라디미르 솔로비요프의 이집트: 러시아 종교 철학에서 '신성한 소피아'의 기원," Revolutionary Russia, 23: 2, 2010년 12월.
- 핀란, 스티븐. "솔로비요프의 신성화 코미디," Theosis: Deification in Christian Theology (유진, 오리건: Wipf & Stock, 2006), pp. 168–183.
- 제라드, 토마스 J. "블라디미르 솔로비요프 – 러시아 뉴먼," The Catholic World, Vol. CV, 1917년 4월/9월.
- 그로버그, 크리스티. "블라디미르 세르게예비치 솔로비요프: 참고문헌," Modern Greek Studies Yearbook, vol.14–15, 1998.
- 콘블라트, 주디스 도이치. "블라디미르 세르게예비치 솔로비요프," Dictionary of Literary Bibliography, v295 (2004), pp. 377–386.
- 므로프친스키-반 알렌, 아르투르. Between the Icon and the idol. The Human Person and the Modern State in Russian Literature and Thought - Chaadayev, Soloviev, Grossman (Cascade Books, /Theopolitical Visions/, Eugene, Or., 2013).
- 네메트, 토마스. The Early Solov'ëv and His Quest for Metaphysics. Springer, 2014. ISBN 978-3-319-01347-3 [인쇄]; ISBN 978-3-319-01348-0 [전자책]
- 스트레모우호프, 드미트리 N. 블라디미르 솔로비요프와 그의 메시아적 작업 (파리, 1935; 영어 번역: 벨몬트, 매사추세츠: Nordland, 1980).
- 서튼, 조나단. The Religious Philosophy of Vladimir Solovyov: Towards a Reassessment (베이싱스토크, 영국: Macmillan, 1988).
- 제르노프, 니콜라스. Three Russian prophets (런던: SCM Press, 1944).